# 回到未來III
《回到未來第三集》（英語：Back to the Future Part III）是一部经典美國科幻、喜劇、西部電影，回到未來系列的第三集及最後一集，於1990年5月25日上映，由米高·J·霍士、基斯杜化·萊特、瑪麗·史汀柏格及湯馬士·法蘭西斯·威爾遜主演。電影在美國加利福尼亞州和亞利桑那州拍攝。

## 劇情
1955年11月13日，来自1985年的馬蒂·麥佛萊根據愛默·布朗博士在七十年前留下的一封信和1955年的博士找到了被1885年的博士埋藏在一個礦穴的深處七十年的迪羅倫時光機，但馬蒂無意間發現1885年的博士在寫信幾天後就身亡，1955年的博士於是修復好時光機，馬蒂與博士道別後趕緊前往1885年9月2日。馬蒂雖然成功抵達1885年，但時光機的油箱卻被一群印第安人的箭射穿。馬蒂在躲避一隻黑熊時意外地遇上了他的祖先謝默斯·麥佛萊並受到他和妻子的照顧，他化名為“克林特·伊斯特伍德”並來到了建立之初的山谷鎮，卻遇上了畢夫·譚能的曾祖父布福德·“瘋狗”·譚能（Buford "Mad Dog" Tannen）並受到其迫害。在危急之際，1885年的博士趕到並拯救了馬蒂。博士得知了自己將要死去的事情並準備和馬蒂一起回到1985年，但油箱的破損卻使時光機無法加速至時速-{88英里}-。博士想出了利用蒸氣火車推動時光機的方法，並在實地勘測時救下了一名女教師克萊兒·克萊頓，兩人一見鍾情。但博士卻沒想到自己改變了她原本的死亡命運，導致那一座橋的名字歷史被改變。（雖然博士想過在那座橋上殺了她，但最終還是放棄。）
在隔天，鍾樓建成的慶祝晚會上，馬蒂從譚能的手中救出了博士，但他卻接受了與譚能決鬥的挑戰。博士與喜歡科幻小說的克萊兒感情日深，但必須回到未來一事卻使他頗傷腦筋。在回到未來的前一天夜裏，博士前去與克萊兒告別。在克萊兒的追問下，博士說出了時間旅行的秘密，卻被克萊兒誤解。博士萬念俱灰，前往一家酒館欲借酒澆愁，而傷心的克萊兒也要離開小鎮。馬蒂醒來後找到了博士，但正要離開時博士卻因為醉酒而昏睡，使馬蒂面臨與譚能決鬥的危機。馬蒂弄醒博士後想與他逃之夭夭，但博士卻落入了譚能的手裏。馬蒂急中生智，利用鐵板護身，打敗了譚能。
馬蒂和博士開始實行他們的計畫，而克萊兒在火車上得知了博士對她的真情後也趕來尋找博士。博士的計劃順利實施，但克萊兒趕到後卻陷入了困境。為了拯救克萊兒，博士錯過了回到未來的唯一機會。時光機最終雖然成功把馬蒂送回了1985年10月27日，但之後時光機卻不幸被一輛火車撞毀，導致馬蒂再也無法回到1885年把博士接回來，但馬蒂卻感到慶幸，因為銷毀時光機其實正是博士當初在信中提及的心願。他找到了女友珍妮佛並和她一同出遊，而時間旅行的經歷改變了馬蒂經不起挑釁的個性，使馬蒂避免了因為車禍而在未來導致的災難。馬蒂和珍妮佛來到時光機被毀的火車軌到旁，對博士無法回來感到憂傷，但就在此時，博士卻駕著一部由蒸氣火車改裝而成的全新時光機出現在馬蒂和珍妮佛的面前。他已經和克萊兒結了婚並有了兩個小孩。博士把一張在1885年的晚會當天拍下的兩人的合照交給馬蒂後，馬蒂詢問博士是否會回到未來，博士則回答已經去過了，説完後便和兩人道別，駕著時光機離去。

## 演員
- 米高·J·福克斯 （Michael J. Fox）飾 馬蒂·麥佛萊  /  西密斯·麥佛萊
- 克里斯托弗·劳埃德（Christopher Lloyd） 饰 爱默·布朗博士（Dr. Emmett "Doc" Brown）
- 瑪麗·史汀柏格 (Mary Nell Steenburgen) 飾 克萊拉·克萊頓
- 湯瑪斯·法蘭西斯·威爾遜 （Thomas F. Wilson）飾 布福·「瘋狗」·天南 / 畢夫·天南
- 莉雅·湯遜 （Lea Thompson）飾 瑪吉·麥佛萊 ( Maggie McFly )
- 詹姆斯·托根（James Tolkan） 飾 史特里克蘭警長 (Marshal James Strickland)
- 伊麗莎白·蘇 (Elisabeth Shue)  飾  珍妮佛·帕克（Jennifer Parker）
- 麥特·克拉克 (Matt Clark）飾 Chester the Bartender
- Flea 飾 Douglas J. Needles

## 外部連結
- 回到未來中文粉絲團的Facebook專頁
- 互联网电影数据库（IMDb）上《回到未来III》的资料（英文）
- 爛番茄上《回到未來III》的資料（英文）
- AllMovie上《回到未來III》的资料（英文）
- Box Office Mojo上《回到未來III》的資料（英文）
- Metacritic上《回到未來III》的資料（英文）
- 開眼電影網上《回到未來III》的資料（繁體中文）
- 豆瓣电影上《回到未來III》的資料 （简体中文）
- 时光网上《回到未來III》的資料（简体中文）